# سد چیرکی
سد چیرکی (به لاتین: Chirkey Dam) یک سد قوسی و نیروگاه برقابی در روسیه است که در داغستان واقع شده‌است.